# Lactarius psammicola
Lactarius psammicola é um fungo que pertence ao gênero de cogumelos Lactarius, da ordem Russulales. Encontrado na América do Norte, foi descrito cientificamente em 1941 pelo micologista norte-americano Alexander H. Smith.